# Adele Goldstine
Adele Goldstine, geb. Katz (* 21. Dezember 1920; † November 1964) war eine Mathematikerin und Programmiererin. Adele Goldstine studierte Mathematik am Hunter College New York und Ballistik an der University of Michigan. Sie war die Verfasserin des ersten Computerhandbuchs, das sie über die Benutzung des ENIAC-Rechners schrieb.
Goldstine war die erste Ehefrau von Herman H. Goldstine, mit dem sie von 1941 bis zu ihrem Tode verheiratet war.